# Павильон Росси (Михайловский сад)
Павильон Росси — памятник архитектуры. Расположен в Санкт-Петербурге, на набережной реки Мойки в Михайловском саду. Построен К. И. Росси в 1825 году.
В первом варианте перепланировки сада предполагалась постройка двух симметрично расположенных павильонов; тот, что был построен, возведён на месте фундамента «Золотых хором», первого деревянного дворца Екатерины I, и предназначался для романтических чаепитий и игр в карты.
Парковый павильон-пристань с двумя квадратными в плане помещениями, связанными колоннадой. Через колоннаду из свободно стоящих колонн дорического ордера можно пройти на террасу с полукруглым выступом, прорезанным пятью арками со стороны сада. В оригинальном оформлении интерьеров в одном из помещений «по потолку расписаны лимонного цвета фигуры и арабески. Арки над дверью, окнами и зеркалами расписаны под лепную работу… Стены выкрашены жёлтой краской… Мебель красного дерева… обивка голубого ситца с жёлтыми цветами… [в другом кабинете] потолок расписан зелёного цвета фигурами и арабесками, мебель красного дерева покрыта зелёным с жёлтыми цветами ситцем». На 1970-е годы в павильоне сохранялась роспись потолков.
Терраса-пристань перед павильоном облицована гранитом и ограждена чугунной решёткой, сделанной по рисунку Росси на Александровском заводе. В 1957 году она была отреставрирована, в 1959 году берега реки вдоль сада были укреплены низкой облицованной гранитом подпорной стенкой.
Павильон поставлен по продольной оси Марсова поля, связывая его ансамбль с ансамблем сада.
В 2003 году в павильоне был открыт бюст создавшего его архитектора.

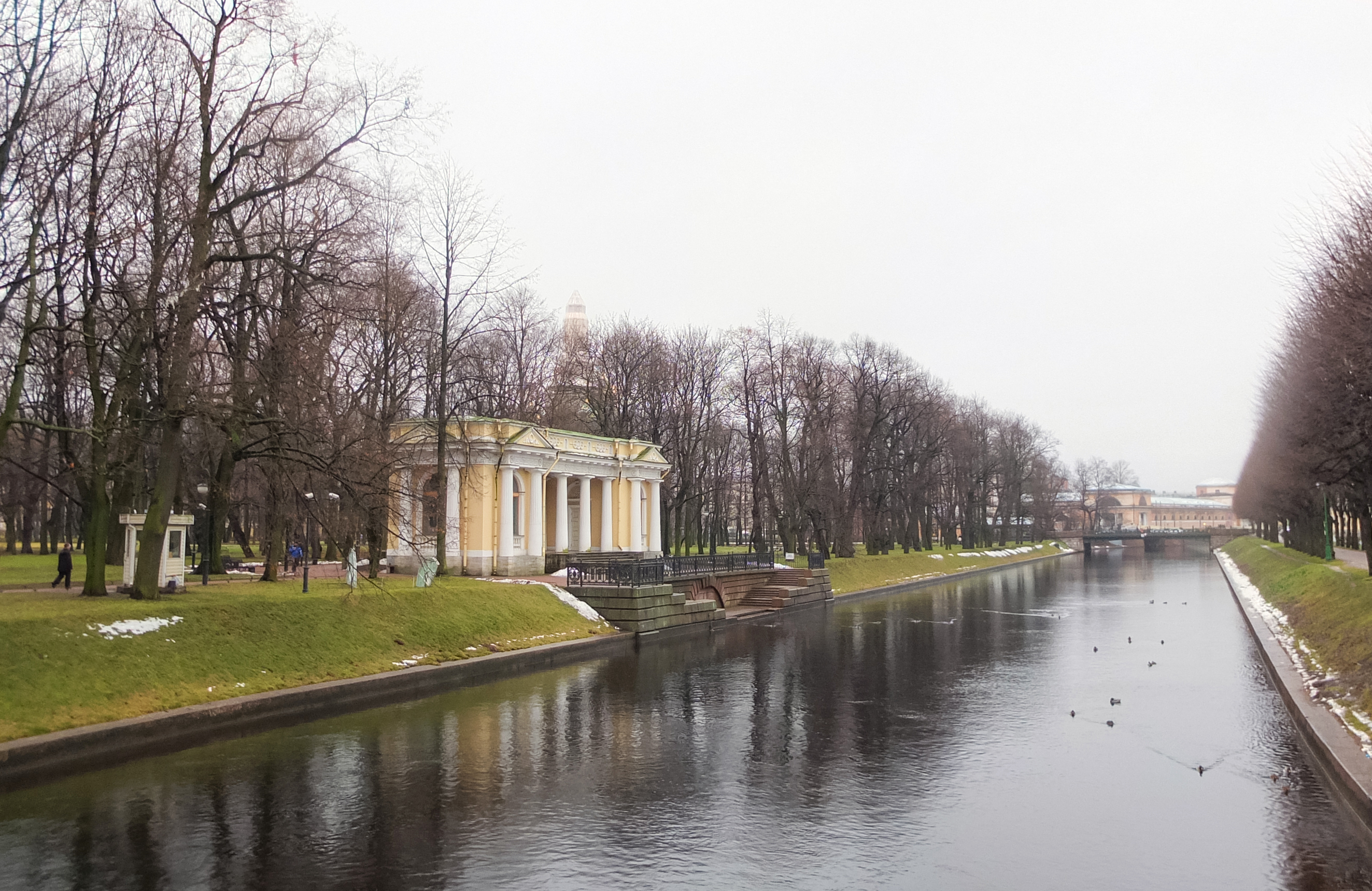
Павильон в перспективе реки Мойки
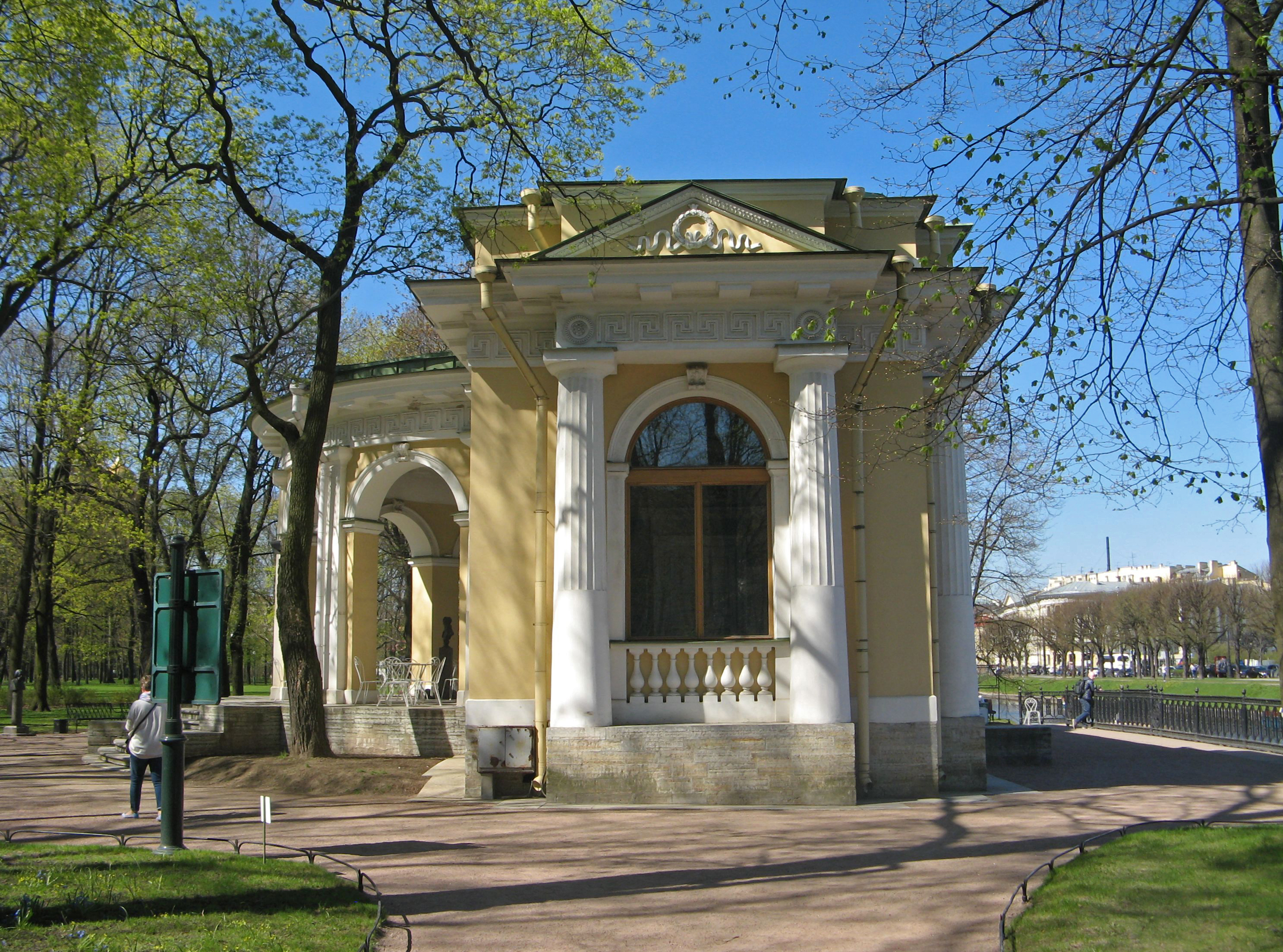
Восточный фасад
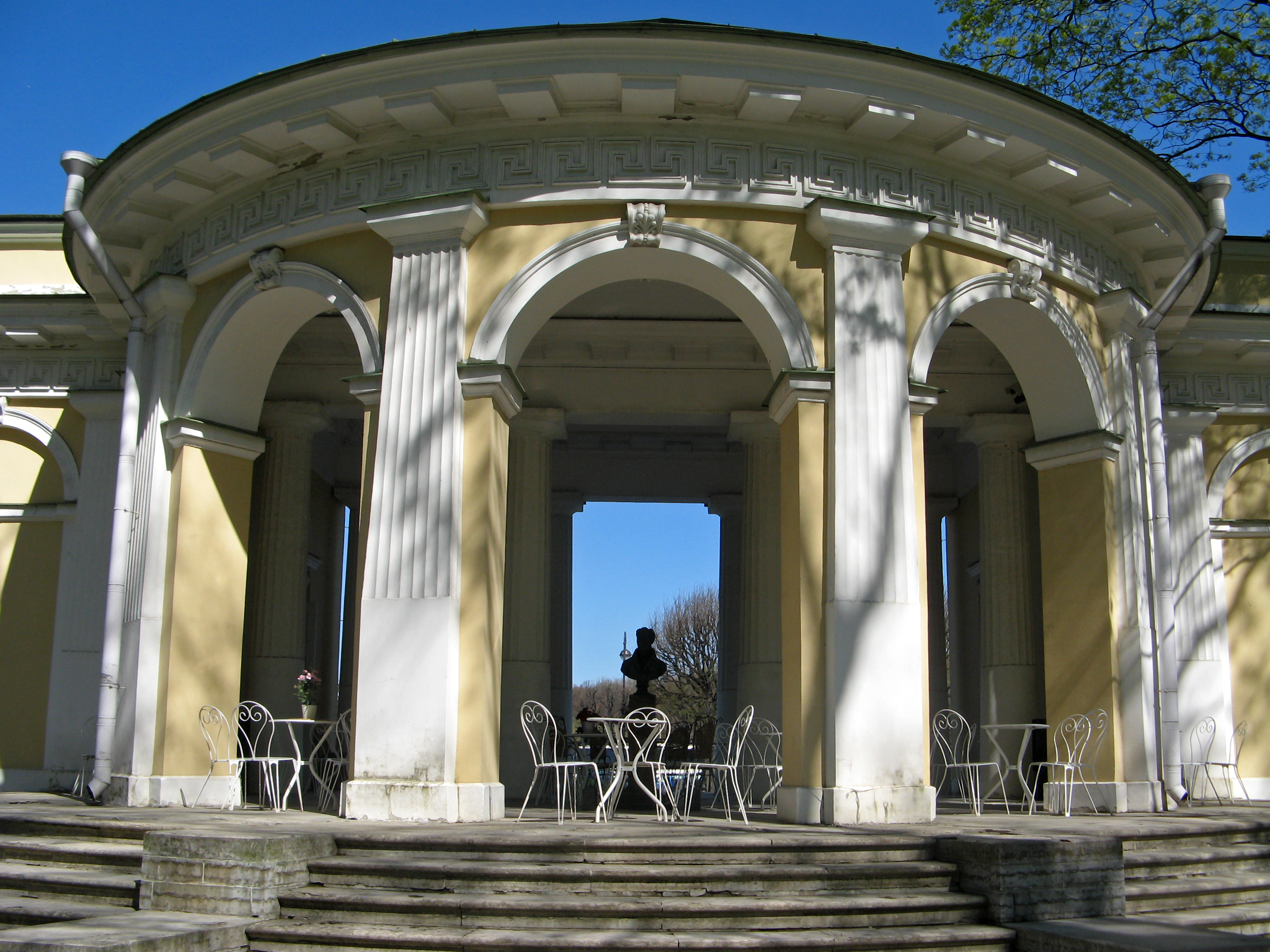
Полуротонда со стороны сада
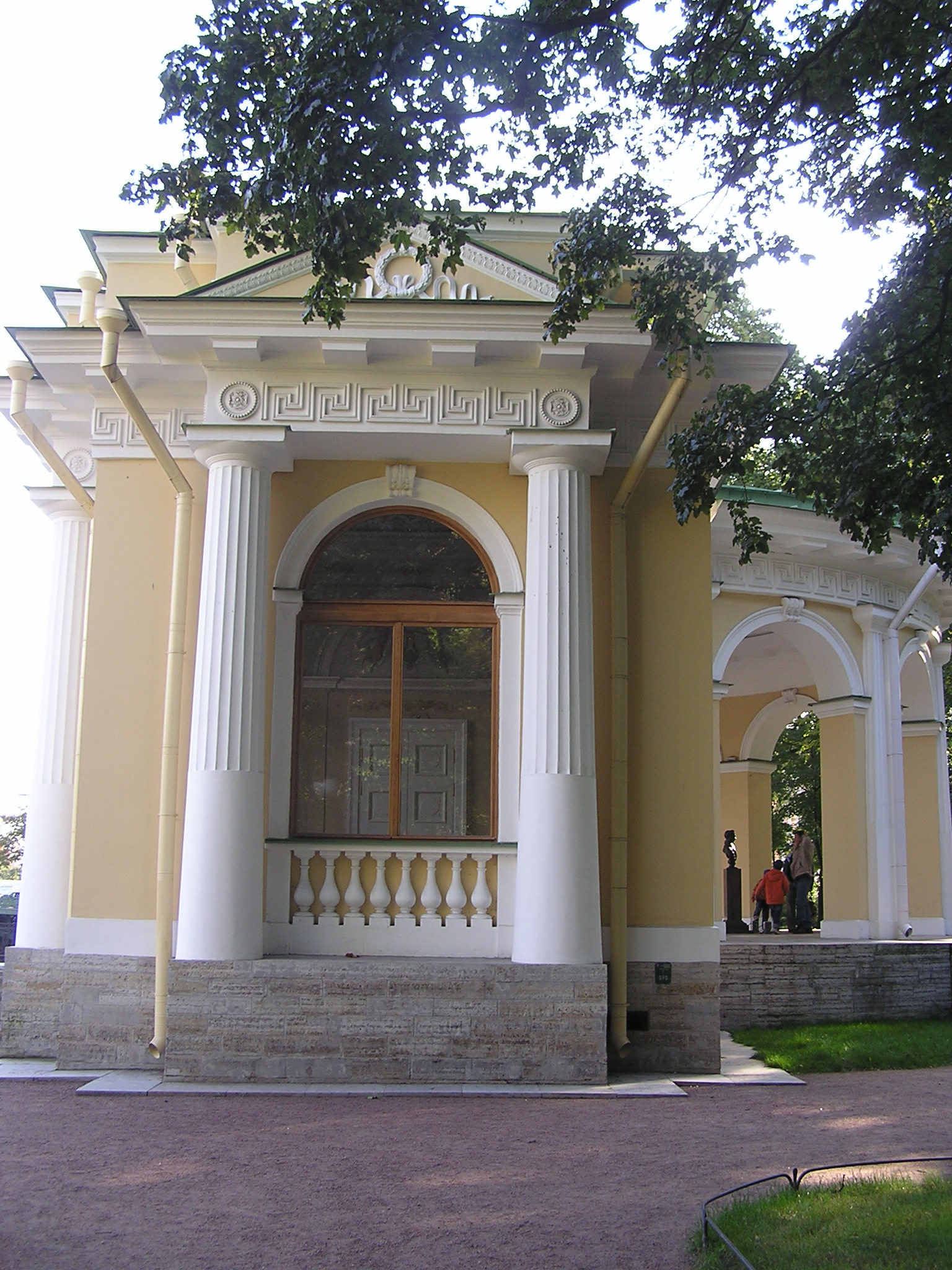
Западный фасад